# 幻灯機

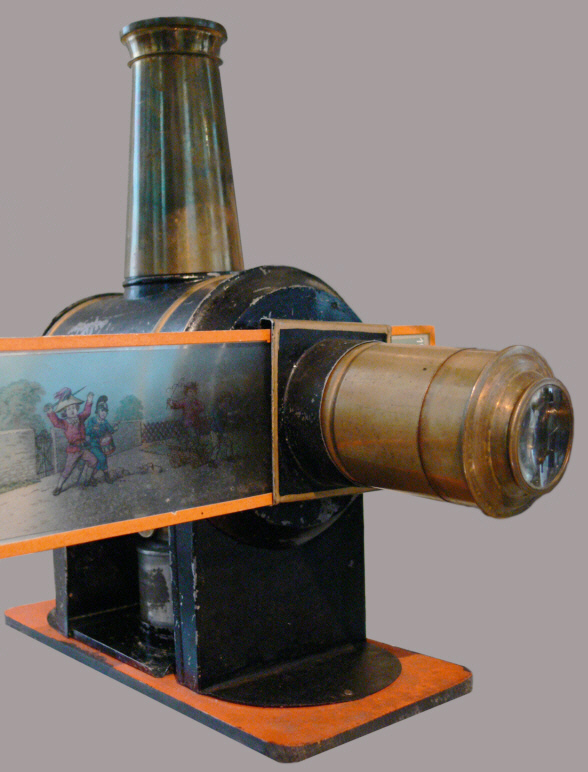
幻灯機

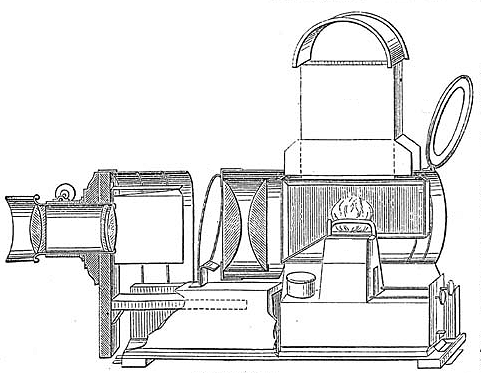
幻灯機の構造図

幻灯機（げんとうき、英語: magic lantern）とは、ランプとレンズを使って、ガラスに描かれた画像を適当な幕に投影するスライド映写機の原型にあたる機械、あるいはその後身であるスライド映写機の古典的呼称である。
ジョゼフ・ニーダムによれば、2世紀の中国で既に幻灯機が文献に現れているとされている。西洋では、15世紀以前からランタンによってイメージを拡大投影する装置が作り出されていたが、それにレンズとスライドの機構を取り入れた幻灯機の再発明には、イエズス会のアタナシウス・キルヒャーと、オランダ人プロテスタントのクリスティアーン・ホイヘンスが貢献したと言われている。
17世紀半ばに登場したは幻灯機はヨーロッパ各地に拡がり、旅芸人や修道士、学者、眼鏡商などによって興行や布教、講演などに使用された。1670年代にはイエズス会士クローディオ・フィリッポ・グリマルディが、清の皇帝の前で上演を行った記録がある。
18世紀にはオランダの数学者ピエール・ファン・ムッセンによって投影されるイメージを動かす方法が考案され、スモークや恐怖を煽る音楽など奇術的な効果を組み合わせたファンタスマゴリアというショーに発展した。ファンタスマゴリアはパリで大流行し、その模倣はヨーロッパ全域に拡がった。
イギリスでは幻灯機を使った巡回上映が盛んとなった。スライドには特殊効果を施したものもあり、複数枚のスライドを重ねたり、一部を回転させたりといった手法が用いられた。子供に人気のあった有名なものとして、The Rat Swallowerがある。これはラットが列をなして眠っている男の口に飛び込んでいくという内容であった。ナポレオン戦争のころには、イギリスの戦艦とフランスの戦艦が戦ってフランスの戦艦が沈むという愛国心をかきたてる内容のものが人気となった。
写真の発明によってスライドの制作や複製が安価に行えるようになり、画像のレパートリーも劇的に増えた。19世紀には異国の風景やランドマークの映像を投影し、弁士が解説する「トラヴェローグ」というスライドショーが人気を集めた。最も有名なトラヴェローグのひとつに、アメリカで行われたバートン・ホームズの行った興行がある。
また、一連の写真で著名人の成功譚や道徳譚を構成させて販売したものや、都市部では壁面空間をスクリーンとした屋外広告も行われるようになった。
19世紀の幻灯機とスライドの市場は映画の発明と共に映画に移っていき、残された幻灯機やスライドは好事家の収集の対象となっている。
日本に幻灯機が知られるようになったのは18世紀と言われ、たとえば1779年（安永8年）に刊行された手品の解説書『天狗通』には「影絵眼鏡」の名称で幻灯機が紹介されている。1803年には幻灯機を使ったオランダ渡来の「エキマン鏡」という見世物が行われ、それを見た都屋都楽が「写し絵」という名で寄席に取り入れ、以来幻灯は寄席芸として成立した。
幻灯機は明治時代になって普及し明治20年代には幻灯ブームもみられた。各地では幻灯会が開催されたほか、学校では視聴覚教材としても利用された。